# Líneas de campo

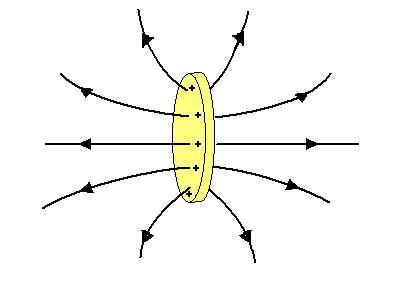
Líneas de campo eléctrico correspondientes a una moneda con carga eléctrica positiva.

En física, las líneas de campo son una ayuda para visualizar un campo electrostático, magnético o cualquier otro campo vectorial estático. Esencialmente forman un mapa del campo.

## Definición matemática
Dado un campo vectorial definido sobre una región de ℝn o sobre un abierto de una variedad diferencialble, las líneas de campo son las curvas integrales de dicho campo vectorial.
Expresándolo con una ecuación: siendo F(X) un campo vectorial de R3→R3, una línea de flujo para F es una trayectoria α(t)R→R3, tal que:
F(α(t))= α'(t)
Esto es, F produce el campo de velocidad de la trayectoria α(t).
Así, dada una región física donde se ha definido un campo vectorial estático, existe una colección de curvas tales que:
(1) Todo punto de la región donde existe el campo pertenece a una y sólo una de las curvas de la colección. Trivialmente eso implica que las curvas de campo no se intersecan entre sí.
(2) El vector tangente a cualquiera de las curvas coincide con el campo vectorial.

## Descripción
Cada línea está dibujada de forma que el campo es tangente a la misma en cada punto de esta y las puntas de las flechas indican la dirección del campo (Suponiendo una carga positiva). El espacio entre ellas indica el valor del campo. En las regiones en donde las líneas están muy junta este es muy grande, mientras que donde están muy separadas es muy pequeño.
De aquí se deduce que la densidad de líneas es proporcional al campo. Así, un campo uniforme estará representado por líneas de campo igualmente espaciadas, rectas y paralelas.
Además las líneas de campo definen superficies equipotenciales perpendiculares a estas.

## Propiedades de las líneas de campo
- La dirección del recorrido es el mismo que el del vector en cada punto.
- Pueden ser cerradas, como en el campo magnético; o abiertas, como en el campo gravitatorio.
- No se pueden cortar.
- Si son salientes, el punto de donde proceden se llama fuente. Si son entrantes, se llama sumidero.
- Si el campo es uniforme, son rectas paralelas e igualmente espaciadas.
- Cuando tienden a converger el campo es más intenso.
- Son perpendiculares a las superficies equipotenciales